# ブリス・ラロンド

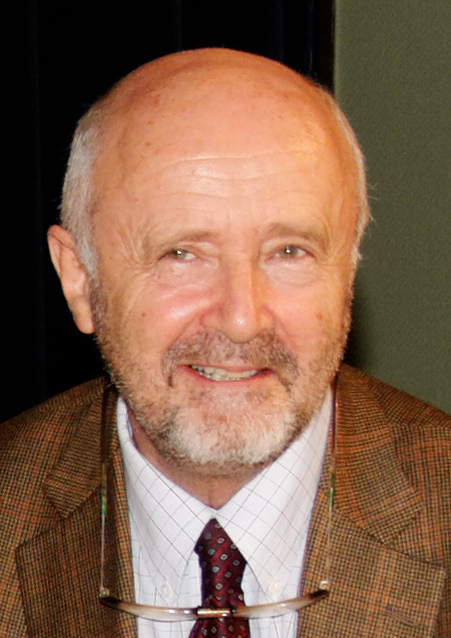
ブリス・ラロンド

ブリス・ラロンド（Brice Lalonde、1946年2月10日 - ）は、フランスの政治家。環境政党「環境世代」（エコロジー世代、Génération Écologie）元党首。2004年アメリカ大統領選挙の民主党候補ジョン・ケリーは従兄に当たる。
1981年フランス大統領選挙に立候補するが落選する。1988年、ミシェル・ロカール内閣で環境相として入閣したが、1990年にフランス社会党を離党し、環境世代を結成して党首となった。
1995年から2008年にかけて、イル＝エ＝ヴィレーヌ県のコミューン、サン＝ブリアック＝シュル＝メーヌの村長を務めた。